# برونزویل (ویرجینیای غربی)
برونزویل (به انگلیسی: Brownsville) یک منطقهٔ مسکونی در ایالات متحده آمریکا است که در شهرستان لویس، ویرجینیای غربی واقع شده‌است. برونزویل ۳۲۷٫۰۵ متر بالاتر از سطح دریا واقع شده‌است.